# Tribunal arbitral

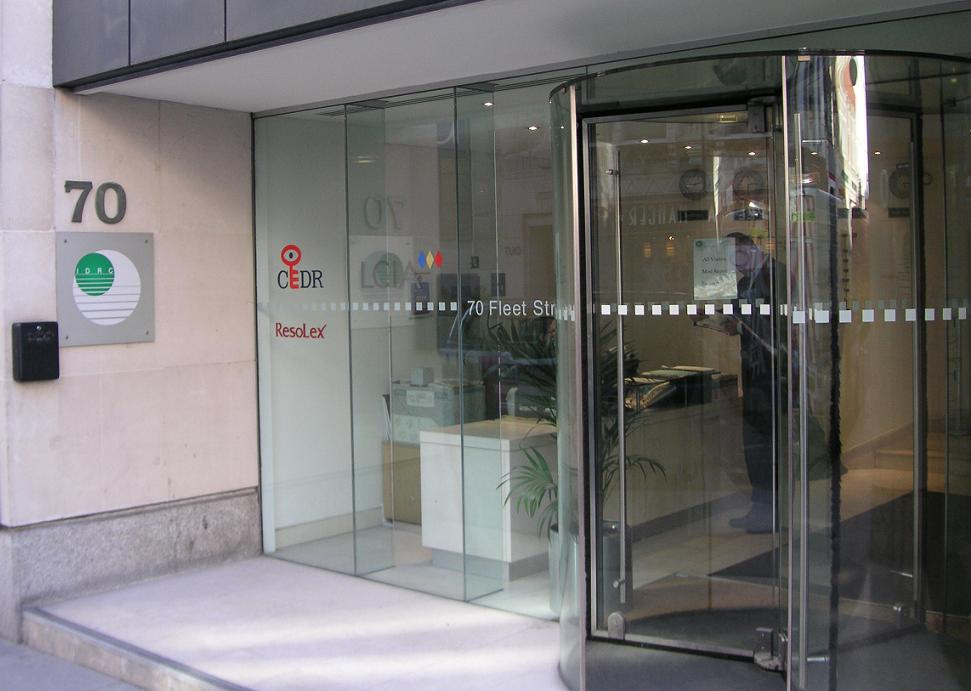
Curtea de Arbitraj Internațional din Londra

Tribunal arbitral (sau un tribunal de arbitraj) este un grup format din unul sau mai mulți arbitri, care este convocat și se află pentru a soluționa o dispută pe calea arbitrajului. Tribunalul poate fi format dintr-un singur arbitru sau pot exista doi sau mai mulți arbitri, care ar putea include fie un președinte, fie un arbitru. Membrii selectați pentru a face parte din tribunal sunt de obicei profesioniști cu expertiză în drept și mediere, deși unii cercetători au sugerat că componența ideală a unui tribunal arbitral ar trebui să includă cel puțin un economist, în special în cazurile care implică întrebări privind evaluarea bunurilor sau daunelor. În România orice persoană fizică poate fi arbitru dacă are capacitate deplină de exercițiu. Disputele de arbitraj sunt frecvente în mediul comercial. Faptul este că a face afaceri este indisolubil legat de riscul de litigii și conflicte între persoanele juridice. Ele apar, de regulă, pe baza proprietății și a încălcării acordurilor. Instanțele de arbitraj se ocupă de aceste tipuri de litigii.
Părțile la un litigiu au de obicei libertatea de a determina numărul și componența tribunalului arbitral. În unele sisteme juridice, se înțelege că o clauză de arbitraj care prevede doi arbitri (sau orice alt număr egal) presupune că arbitrii numiți vor alege un arbitru suplimentar ca președinte al tribunalului, pentru a evita apariția unui impas. Sisteme juridice diferite diferă în ceea ce privește câți arbitri ar trebui să constituie tribunalul dacă nu există niciun acord.

## Legături externe
- ICCWBO.org
- Arbitration Act 1996 (United Kingdom)
- UNCITRAL Model Law on International Commercial Arbitration (English text)
- Maritime Arbitration Association of the United States
- The Arbitration Database
- China Arbitration online and China Arbitration Database
- Tribunal Arbitral de Miguel Ângelo Raposo Graça
- Arbitration in Italy[nefuncțională]

- ICCWBO.org
- Arbitration Act 1996 (United Kingdom)
- UNCITRAL Model Law on International Commercial Arbitration (English text)
- Maritime Arbitration Association of the United States
- The Arbitration Database
- China Arbitration online and China Arbitration Database
- Tribunal Arbitral de Miguel Ângelo Raposo Graça
- Arbitration in Italy[nefuncțională]